# Кто я? (фильм, 1998)
«Кто я?» (кит. 我是誰, пиньинь Wǒ shì shuí, кант. Ngo⁵ Si⁶ Seoi⁴; англ. Who Am I?) — гонконгский фильм с боевыми искусствами, срежиссированный при участии Джеки Чана и с ним в главной роли.

## Сюжет
1996 год. Группа спецназа, работающая под прикрытием ЦРУ, направляется в Южную Африку на задание по похищению небольшой группы учёных, занимающихся изучением метеорита, обладающего огромной разрушительной силой. По окончании операции всю группу ликвидируют. Один из солдат выживает после авиакатастрофы, но теряет память и забывает, кто он. Еле живого, его находят туземцы местного племени и оказывают ему помощь. Когда герой оказывается на месте падения вертолёта, он смутно начинает вспоминать о происшедшем и решает идти обратно в цивилизацию.
После того, как он спонтанно помогает участникам ралли и появляется в местных новостях, за ним начинает охоту ЦРУ; к тому же случайно он нападает на след виновных в авиакатастрофе — коррумпированных преступников, которые хотят продавать осколки метеорита незаконным бандформированиям. Поиски ответов на вопросы приводят его в Роттердам, где ему предстоит выяснить, что же происходит на самом деле.

## Съёмки

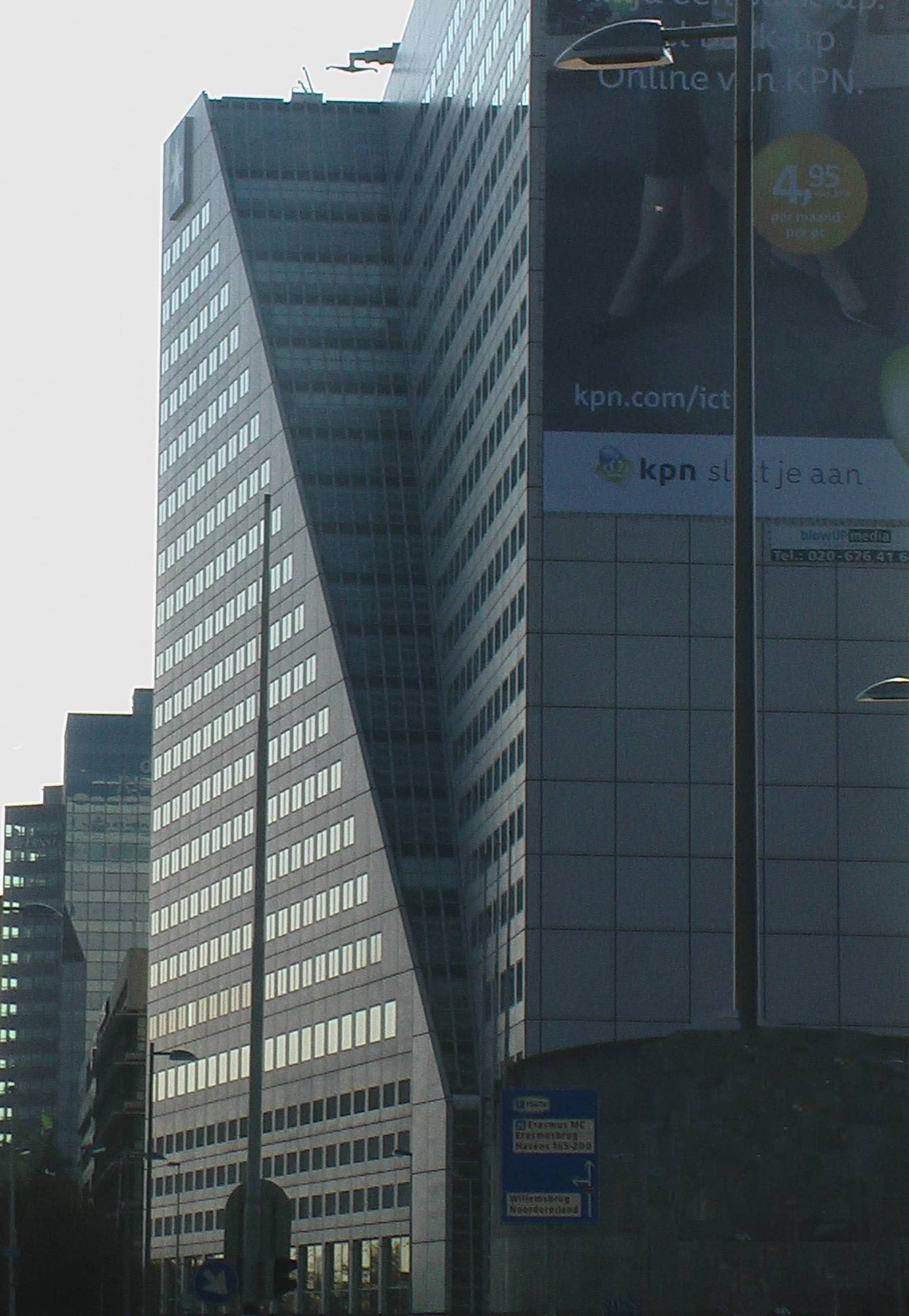
Здание неподалёку от Моста Эразма, в котором происходит развязка фильма

При монтаже из фильма пришлось убрать сцену, в которой герой Джеки Чана едет верхом на носороге, поскольку оператор допустил ошибку. Проблема заключалась в том, что переснять эту сцену возможности не было, чем был крайне недоволен Чан, который, к тому же, получил очередную травму: сломал ребро при падении с носорога на землю.
В сцене погони использовались автомобили Mitsubishi Lancer Evolution IV и BMW E36. В сцене драки на крыше в некоторых эпизодах Рона Смуренбурга дублировал Брэдли Джеймс Аллан, а в сцене поочерёдных высоких и низких ударов ногой высокие удары выполнялись с помощью манекенной ноги. Свой прыжок и скольжение по 23-этажному зданию Чан посвятил своему учителю — мастеру Ю Джим Юаню.
Для Рона Смуренбурга его съёмки в «Кто я?» были дебютом; его негативное отображение в документальном фильме «Джеки Чан: Мои трюки» сильно повлияло на его дальнейшую карьеру.

## Версии и изменения в хронометраже
У фильма 2 версии: сокращённая американская (продолжительностью 108 минут) и полная гонконгская (длительностью 120 минут).
В американской версии:
- Флэшбэк главного героя смонтирован сразу после выполнения отрядом своей задачи.
- Удалены сцены общения главного героя с Бабо, сцена церемонии прощания племени с героем и интерпретация туземного танца самим героем.
- Сокращены эпизоды гонки.
- Удалена сцена после завершения гонки, в которой герой объясняет Юки, почему он не мог говорить.
- Удалены мгновенные повторы сцен проезда сквозь лотки с фруктами и уклонения героя от падающей фурнитуры в Роттердаме.
- Сцена с взрыва электростанции была сокращена на 1-2 минут.

## В ролях
| Актёр             | Роль                     |
| ----------------- | ------------------------ |
| Джеки Чан         | Джеки Чан a.k.a "Кто я?" |
| Мишель Ферре      | журналист Кристин Старк  |
| Мираи Ямамото     | Юки                      |
| Рон Смержак       | специальный агент Морган |
| Эд Нельсон        | генерал Шерман           |
| Дэвид Влок        | начальник охраны         |
| Майкл Йен Ламберт | Питер                    |
| Чип Брэй          | покупатель-посредник     |
| Юнг Кван          | эксперт по цайлифо       |
| Рон Смуренбург    | эксперт по тхэквондо     |
| Яник Мбали        | Бабо                     |
| Вашингтон Хксиоло | вождь                    |